# Парканы (Каларашский район)
Парканы (рум. Parcani, Паркань) — село в Каларашском районе Молдавии. Наряду с селом Рэчула входит в состав коммуны Рэчула.

## География
Село расположено на высоте 151 метров над уровнем моря.

## Население
По данным переписи населения 2004 года, в селе Паркань проживает 550 человек (276 мужчин, 274 женщины).
Этнический состав села:
| Национальность | Число жителей | Процентный состав |
| -------------- | ------------- | ----------------- |
| молдаване      | 541           | 98.36             |
| украинцы       | 8             | 1.45              |
| румыны         | 1             | 0.18              |
| Всего          | 550           | 100 %             |